# Bryan Caraway
Bryan Caraway (Yakima, 4 de agosto de 1984) é um lutador estadunidense de artes marciais mistas, atualmente compete no peso-galo do Ultimate Fighting Championship. Profissional desde 2005, Caraway já lutou nas promoções do Strikeforce, EliteXC, WEC e UFC. Caraway participou do reality show The Ultimate Fighter: Team Bisping vs. Team Miller.

## Carreira no MMA

### Começo da carreira
Caraway decidiu ir para o profissional após acumular um recorde de 6-1 no amador em seu estado nativo de Washington. Seu oponente para a estréia foi o futuro lutador do UFC, Ian Loveland. Caraway perdeu quando o médico lateral interrompeu a luta devido à uma laceração no rosto de Caraway. Caraway conseguiu um recorde de 4-1 com quatro vitórias seguidas, finalizando todos seus quatro oponentes, um deles prestes a ser um Ultimate Fighter e lutador do WEC, Noah Thomas.
Caraway encarou outro futuro lutador do UFC John Gunderson, perdendo por finalização no segundo round. Caraway se recuperou da sua segunda derrota, e venceu seis lutas em seguida, novamente, finalizando todos os oponentes. Com as seis vitórias seguidas, e acumulando um recorde de 10-2, Caraway ganhou um contrato com o Strikeforce. Sua estréia no Strikeforce foi no Strikeforce: Melendez vs. Thomson onde ele derrotou Alvin Cacdac. Caraway também lutou pelo EliteXC, sendo derrotado pelo futuro campeão, Wilson Reis.
Caraway lutou mais uma vez pelo Strikeforce antes de entrar para o World Extreme Cagefighting em 2010.

### World Extreme Cagefighting
Caraway foi derrotado por finalização no primeiro round em sua estréia no WEC contra Mark Hominick em 10 de Janeiro de 2010 no WEC 46.
Caraway era esperado para enfrentar Fredson Paixão em 6 de Março de 2010 no WEC 47. Porém, uma lesão forçou Caraway a se retirar da luta e foi substituído por Courtney Buck. Caraway então enfrentou Paixão no card do WEC 50, e foi derrotado por decisão dividida. Caraway foi retirado da promoção após as duas derrotas.

### Pós WEC
Caraway derrotou Marlin "Pit Bull" Weikel por finalização em 19 de Fevereiro de 2011 no CageSport MMA XIII.
Caraway foi destaque no documentário sobre artes marciais mistas Fight Life, com lançamento no verão de 2011, o filme foi dirigido pelo cineasta James Z. Feng e produzido pela RiLL Films.

### The Ultimate Fighter
Em 2011, Caraway entrou para o UFC para competir no The Ultimate Fighter: Team Bisping vs. Team Miller. No primeiro episódio, Caraway enfrentou Eric Mariott para garantir uma vaga na casa do Ultimate Fighter. Caraway derrotou Mariott por decisão unânime (20-18, 20-18 e 20-18).
Caraway foi a segunda escolha dos penas da Equipe Mayhem e o quarto no total. Na primeira luta preliminar da temporada, Caraway foi escolhido para enfrentar Marcus Brimage. Caraway controlou Brimage no chão durante o primeiro round, e no segundo round venceu a luta por finalização para ir às semifinais. Nas semifinais, Caraway enfrentou Diego Brandão, perdeu por nocaute no primeiro round.

### Ultimate Fighting Championship
Caraway fez sua estréia no UFC em 3 de Dezembro de 2011 no The Ultimate Fighter 14 Finale e lutou contra o também lutador do Ultimate Fighter, Dustin Neace. Caraway venceu a luta por finalização no segundo round. Uma semana antes da luta Caraway foi hospitalizado com uma pneumonia.
Caraway fez sua estreia no peso-galo contra Mitch Gagnon em 21 de Julho de 2012 no UFC 149. Ele venceu por finalização no terceiro round.
Caraway era esperado para enfrentar Mike Easton em 8 de Dezembro de 2012 no UFC on Fox: Henderson vs. Diaz, substituindo o lesionado T.J. Dillashaw. Porém em 21 de Novembro, Caraway se returou da luta com uma lesão e foi substituído por Raphael Assunção.
Caraway enfrentou Takeya Mizugaki em 3 de Março de 2013 no UFC on Fuel TV: Silva vs. Stann. Ele perdeu a luta por decisão dividida.
Caraway enfrentou Johnny Bedford em 27 de Abril de 2013 no UFC 159, substituindo o lesionado Erik Perez. Ele venceu a luta lá e cá por finalização no terceiro round. Caraway foi premiado com o prêmio de Finalização da Noite após o vencedor original do bônus, Pat Healy perder o bônus ao ser pego no doping por uso de maconha. Caraway fez declarações ofensivas sobre o ocorrido, e foi mal interpretado por Nate Diaz, que o respondeu ofensivamente via Twitter. Se não bastasse isso, Cat Zingano que enfrentou a namorada de Caraway Miesha Tate no The Ultimate Fighter 17 Finale o acusou de agressão nos bastidores do evento.
Caraway é esperado para enfrentar Lucas Martins em 22 de Fevereiro de 2014 no UFC 170. Porém, uma lesão o tirou da luta, sendo substituído por Aljamain Sterling.
Caraway enfrentou Erik Pérez em 7 de Junho de 2014 no UFC Fight Night: Henderson vs. Khabilov e saiu vencedor por finalização com um mata-leão no segundo round.
Caraway enfrentou o brasileiro Raphael Assunção em 4 de Outubro de 2014 no UFC Fight Night: MacDonald vs. Saffiedine. Ele foi derrotado por decisão unânime, encerrando assim sua sequência de vitórias.
Caraway enfrentou Eddie Wineland em 25 de Julho de 2015 no UFC on Fox: Dillashaw vs. Barão II e o derrotou por decisão unânime.

## Cartel no MMA
| Cartel no MMA   |             |            |
| 28 lutas        | 21 vitórias | 7 derrotas |
| Por nocaute     | 1           | 1          |
| Por finalização | 17          | 2          |
| Por decisão     | 3           | 4          |
| Empates         | 0           | 0          |

| Res.    | Cartel | Oponente            | Método                                    | Evento                                            | Data       | Round | Tempo | Local                        | Notas                            |
| ------- | ------ | ------------------- | ----------------------------------------- | ------------------------------------------------- | ---------- | ----- | ----- | ---------------------------- | -------------------------------- |
| Derrota | 21-9   | Pedro Munhoz        | Nocaute Técnico (chutes no corpo e socos) | The Ultimate Fighter: Heavy Hitters Finale        | 30/11/2018 | 1     | 2:39  | Las Vegas, Nevada            |                                  |
| Derrota | 21-8   | Cody Stamann        | Decisão (dividida)                        | UFC 222: Cyborg vs. Kunitskaya                    | 03/03/2018 | 3     | 5:00  | Las Vegas, Nevada            |                                  |
| Vitória | 21-7   | Aljamain Sterling   | Decisão (dividida)                        | UFC Fight Night: Almeida vs. Garbrandt            | 29/05/2016 | 3     | 5:00  | Las Vegas, Nevada            |                                  |
| Vitória | 20-7   | Eddie Wineland      | Decisão (unânime)                         | UFC on Fox: Dillashaw vs. Barão II                | 25/07/2015 | 3     | 5:00  | Chicago, Illinois            |                                  |
| Derrota | 19-7   | Raphael Assunção    | Decisão (unânime)                         | UFC Fight Night: MacDonald vs. Saffiedine         | 04/10/2014 | 3     | 5:00  | Halifax, Nova Escócia        |                                  |
| Vitória | 19-6   | Erik Pérez          | Finalização (mata leão)                   | UFC Fight Night: Henderson vs. Khabilov           | 07/06/2014 | 2     | 1:52  | Albuquerque, Novo México     |                                  |
| Vitória | 18-6   | Johnny Bedford      | Finalização (guilhotina)                  | UFC 159: Jones vs. Sonnen                         | 27/04/2013 | 3     | 4:44  | Newark, Nova Jersey          | Finalização da Noite             |
| Derrota | 17-6   | Takeya Mizugaki     | Decisão (dividida)                        | UFC on Fuel TV: Silva vs. Stann                   | 03/03/2013 | 3     | 5:00  | Saitama                      |                                  |
| Vitória | 17-5   | Mitch Gagnon        | Finalização (mata leão)                   | UFC 149: Faber vs. Barão                          | 21/07/2012 | 3     | 1:39  | Calgary, Alberta             | Estreia nos Galos; Luta da Noite |
| Vitória | 16-5   | Dustin Neace        | Finalização (mata leão)                   | The Ultimate Fighter 14 Finale                    | 03/12/2011 | 2     | 3:38  | Las Vegas, Nevada            | Estreia no UFC.                  |
| Vitória | 15-5   | Marlin Weikel       | Finalização (mata leão)                   | CageSport 13                                      | 19/02/2011 | 1     | 3:17  | Tacoma, Washington           |                                  |
| Derrota | 14-5   | Fredson Paixão      | Decisão (dividida)                        | WEC 50: Cruz vs. Benavidez                        | 18/08/2010 | 3     | 5:00  | Las Vegas, Nevada            |                                  |
| Derrota | 14-4   | Mark Hominick       | Finalização (chave de braço)              | WEC 46: Varner vs. Henderson                      | 10/01/2010 | 1     | 3:48  | Sacramento, Califórnia       | Estreia no WEC.                  |
| Vitória | 14-3   | Eddie Pelczynski    | Finalização (triângulo)                   | CageSport 7                                       | 03/10/2009 | 1     | 3:55  | Tacoma, Washington           |                                  |
| Vitória | 13-3   | Alex Zuniga         | Decisão (unânime)                         | Strikeforce Challengers: Villasenor vs. Cyborg    | 19/06/2009 | 3     | 5:00  | Kent, Washington             |                                  |
| Vitória | 12-3   | Daniel Stenovich    | Finalização (triângulo)                   | CageSport MMA                                     | 29/11/2008 | 1     | 1:47  | Tacoma, Washington           |                                  |
| Derrota | 11-3   | Wilson Reis         | Decisão (unânime)                         | EliteXC: Unfinished Business                      | 26/07/2008 | 3     | 5:00  | Stockton, Califórnia         |                                  |
| Vitória | 11-2   | Alvin Cacdac        | Finalização (mata leão)                   | Strikeforce: Melendez vs. Thomson                 | 27/06/2008 | 1     | 1:39  | San Jose, Califórnia         | Estreia no Strikeforce.          |
| Vitória | 10-2   | Steve Sharp         | Finalização (triângulo)                   | International Fighting Championship: Caged Combat | 26/04/2008 | 2     | 2:35  | Nampa, Idaho                 |                                  |
| Vitória | 9-2    | Dave Lehr Cochran   | Finalização (mata leão)                   | Sport Fight 21: Seasons Beatings                  | 22/12/2007 | 2     | 4:15  | Portland, Oregon             |                                  |
| Vitória | 8-2    | Eddy Belen          | Finalização (socos)                       | SF - Clash at the Casino 2                        | 30/06/2007 | 1     | 1:29  | Pendleton, Oregon            |                                  |
| Vitória | 7-2    | Saul Mitchell       | Finalização (chave de braço)              | MMAC - The Revolution                             | 12/05/2007 | 1     | 3:04  | Washington, D.C.             |                                  |
| Vitória | 6-2    | Harris Norwood      | Finalização (mata leão)                   | LOTC - Lords of the Cage                          | 24/02/2007 | 2     | 4:00  | Anacortes, Washington        |                                  |
| Vitória | 5-2    | Andy Lukesh         | Finalização (mata leão)                   | Sport Fight 18: Turning Point                     | 06/01/2007 | 2     | 4:30  | Portland, Oregon             |                                  |
| Derrota | 4-2    | John Gunderson      | Finalização (chave de braço)              | Desert Brawl: Oregon vs. Texas                    | 09/09/2006 | 2     | 4:10  | Redmond, Oregon              |                                  |
| Vitória | 4-1    | Trevor Harris       | Finalização (mata leão)                   | Sport Fight 16: Clash at the Casino               | 24/06/2006 | 1     | 1:43  | Pendleton, Oregon            |                                  |
| Vitória | 3-1    | Jason Chuckelnaskit | Finalização (mata leão)                   | AX Fighting Championships: Impact                 | 27/05/2006 | 2     | n/a   | Town and Country, Washington |                                  |
| Vitória | 2-1    | Noah Thomas         | Finalização (mata leão)                   | Professional Fighting Association: Pride & Fury 4 | 23/03/2006 | 1     | 3:31  | Worley, Idaho                |                                  |
| Vitória | 1-1    | Galen Bush          | Nocaute Técnico (socos)                   | AX Fighting Championships: Assault at the Armory  | 18/03/2006 | n/a   | n/a   | Everett, Washington          |                                  |
| Derrota | 0-1    | Ian Loveland        | Nocaute Técnico (corte)                   | Sport Fight 12: Breakout                          | 16/09/2005 | 2     | 0:31  | Portland, Oregon             |                                  |